# 普魯捷齊亞布盧尼齊基河
普魯捷齊亞布盧尼齊基河（烏克蘭語：Прутець Яблуницький），是烏克蘭的河流，位於該國西部伊萬諾-弗蘭科夫斯克州，屬於普魯特河的左支流，發源自波利亞尼察亞以西，流經納德沃爾納亞區，河道全長16公里，流域面積114平方公里。